# Stephen Campbell Moore
Stephen Campbell Moore (nacido Stephen Thorpe; 30 de noviembre de 1979) es un actor inglés, más conocido por su papel en la obra de Alan Bennett The History Boys.

## Biografía
En diciembre de 2014 se casó con la actriz Claire Foy; la pareja tuvo una hija en febrero de 2015. En 2018 se divorció de Foy.

## Carrera
Se educó en la Escuela Berkhamsted en Hertfordshire y en la Escuela Guildhall de Música y Drama. Hizo su debut en la pantalla en Bright Young Things. 
Creó el papel de Irwin en la producción The History Boys, y también protagonizó el personaje en producciones en Broadway, Sídney, Wellington y Hong Kong y en la versión película de la obra.
En 2004, protagonizó junto a Scarlett Johansson en A Good Woman, basada en Lady Windermere's Fan de Oscar Wilde, grabada en Italia. En 2005, Campbell Moore protagonizó como Eduardo VIII junto a Joely Richardson como Wallis Simpson en la serie Wallis and Edward. En 2009, protagonizó en Ecstasy. En 2008, protagonizó en un episodio para la serie Lark Rise to Candleford como James Delafield, coprotagonizando con Julia Sawalha y tuvo un papel regular en Ashes to Ashes. En 2009, trabajó en la serie Ben-Hur. Aparece en la película Season of the Witch.

## Lista de créditos

### Teatro
| Año     | Título           | Papel        | Lugar                    |
| ------- | ---------------- | ------------ | ------------------------ |
| 2004–06 | The History Boys | Irwin        |                          |
| 2010    | All My Sons      | Chris Keller |                          |
| 2011    | Clybourne Park   |              |                          |
| 2012    | Berenice         | Titus        | Donmar Warehouse Theatre |

### Cine
| Año  | Título                | Papel              | Notas |
| ---- | --------------------- | ------------------ | ----- |
| 2003 | Bright Young Things   | Adam Fenwick-Symes |       |
| 2004 | A Good Woman          | Lord Darlington    |       |
| 2006 | Normal for Norfolk    | Man                |       |
| 2006 | Amazing Grace         | James Stephen      |       |
| 2006 | The History Boys      | Irwin              |       |
| 2008 | The Bank Job          | Kevin Swain        |       |
| 2008 | Burlesque Fairytales  | Peter Blythe-Smith |       |
| 2008 | Official Selection    | Walt               |       |
| 2008 | The Children          | Jonah              |       |
| 2011 | Season of the Witch   | Debelzaq           |       |
| 2011 | Johnny English Reborn | El primer ministro |       |
| 2018 | Red Joan              | Max                |       |
| 2019 | Downton Abbey         | Mayor Chetwode     |       |
| 2023 | Freud's Last Session  | J. R. R. Tolkien   |       |

### Televisión
| Año  | Título                      | Papel               | Canal     | Notas     |
| ---- | --------------------------- | ------------------- | --------- | --------- |
| 2003 | Byron                       | John Cam Hobhouse   |           |           |
| 2005 | He Knew He Was Right        | Hugh Stanbury       | BBC One   | Miniserie |
| 2005 | Wallis and Edward           | Edward VIII         |           |           |
| 2006 | Hustle                      | Quenton Cornfoot    | BBC One   |           |
| 2007 | Rough Crossings             | John Clarkson       |           |           |
| 2008 | The Sea Wolf                | Humphrey Van Weyden |           | Miniserie |
| 2008 | Lark Rise to Candleford     | James Delafield     | BBC One   |           |
| 2008 | Ashes to Ashes              | Evan White          | BBC One   |           |
| 2009 | A Short Stay in Switzerland | Edward              | BBC One   |           |
| 2010 | Ben Hur                     | Octavio Messala     | CBC       |           |
| 2010 | Pulse                       | Nick                | BBC Three | Piloto    |
| 2012 | Hunted                      | Stephen Turner      | BBC One   |           |
| 2016 | Stag                        | Johnners            | BBC Two   |           |